# Sunrise (Simply Red)
Sunrise è un singolo del gruppo musicale britannico Simply Red, pubblicato il 17 marzo 2003 come primo estratto dall'ottavo album in studio Home.
Il singolo ha segnato il ritorno del gruppo al successo internazionale, raggiungendo la terza posizione in Canada e la prima della Hot Dance Club Play.
La canzone contiene alcuni campionamenti e parte del testo del brano I Can't Go for That (No Can Do) del duo Hall & Oates del 1981.

## Video musicale
Il videoclip del brano è stato girato a Rio de Janeiro, in Brasile, nel febbraio 2003, presso una casa progettata dall'architetto brasiliano Oscar Niemeyer.

## Tracce
1. Sunrise – 3:18
2. Sunrise (Motivo Hi-Lectro Radio Mix) – 3:25
3. Sunrise (Love To Infinity Radio Mix) – 3:11
4. Sunrise (Motivo Hi-Lectro Mix) – 6:14
5. Sunrise (Motivo Hi-Lectro Dub) – 6:42
6. Sunrise (Love To Infinity Club Mix) – 7:51
7. Sunrise (Love To Infinity Classic Mix) – 6:50

## Classifiche
| Classifica (2003)                | Posizione massima |
| -------------------------------- | ----------------- |
| Australia                        | 35                |
| Austria                          | 25                |
| Belgio (Fiandre)                 | 35                |
| Belgio (Vallonia)                | 22                |
| Canada                           | 3                 |
| Ecuador                          | 4                 |
| Francia                          | 17                |
| Germania                         | 14                |
| Irlanda                          | 14                |
| Italia                           | 4                 |
| Nuova Zelanda                    | 11                |
| Paesi Bassi                      | 6                 |
| Regno Unito                      | 7                 |
| Stati Uniti (adult contemporary) | 5                 |
| Stati Uniti (dance club)         | 1                 |
| Svizzera                         | 22                |